# 경상남도의 유형문화재 (제201호 ~ 제300호)
경상남도 유형문화재는 지방유형문화재 중에서 경상남도에 있는 문화재를 의미한다.

## 지정목록

### 제201호 ~ 제300호
| 번호    | 사진 | 명칭                                                                                  | 소재지                                        | 관리자 (단체)  | 지정일                                                                            | 참조 |
| 201호   |      | 의령향교 (宜寧鄕校)                                                                   | 경남 의령군 의령읍 의병로15길 30              | 향교재단       | 1982년 8월 2일 지정                                                               |      |
| 202호   |      | 노전암 대웅전 (露田庵 大雄殿)                                                         | 경남 양산시 하북면 용연리 265외 5필지         | 내원사         | 1982년 8월 2일 지정, 2014년 8월 7일 해제, 화재로 전소                             |      |
| 203호   |      | 통도사 영산전 (通度寺 靈山殿)                                                         | 경남 양산시 하북면 지산리                     | 통도사         | 1982년 8월 2일 지정, 2014년 6월 26일 해제, 보물 제1826호로 승격                   |      |
| 204호   |      | 양산 통도사 용화전 (梁山 通度寺 龍華殿)                                               | 경남 양산시 하북면 지산리                     | 통도사         | 1982년 8월 2일 지정                                                               |      |
| 205호   |      | 양산향교 (梁山鄕校)                                                                   | 경남 양산시                                   | 양산향교       | 1982년 8월 2일 지정                                                               |      |
| 206호   |      | 거제향교 (巨濟鄕校)                                                                   | 경남 거제시 거제면 기성로7길 10               | 향교재단       | 1982년 8월 2일 지정                                                               |      |
| 207호   |      | 김인섭 단계일기 (金麟燮 端溪日記)                                                     | 경남 산청군                                   | 김동준         | 1982년 8월 2일 지정, 2018년 12월 20일 명칭변경                                    |      |
| 208호   |      | 김인섭 단계문집 목판 (金麟燮 端溪文集 木板)                                           | 경남 산청군                                   | 김동준         | 1982년 8월 2일 지정, 2018년 12월 20일 명칭변경                                    |      |
| 209호   |      | 산청 도전리 마애불상군 (山淸 道田里 磨崖佛像群)                                       | 경남 산청군 생비량면 도전리 산61-1            | 산청군         | 1982년 8월 2일 지정, 2018년 12월 20일 명칭변경                                    |      |
| 210호   |      | 윤선 추담문집 목판 및 윤탁 구산문집 목판 (尹銑 秋潭文集 冊板 및 尹倬 龜山文集 冊板)   | 경남 합천군 가회면 신등가회로 671-48          | 윤두현         | 1982년 8월 2일 지정, 2018년 12월 20일 명칭변경                                    |      |
| 210-1호 |      | 윤선 추담문집 목판 (尹銑 秋潭文集 冊板)                                               | 경남 합천군 가회면 신등가회로 671-48          | 윤두현         | 1982년 8월 2일 지정, 2018년 12월 20일 명칭변경                                    |      |
| 210-2호 |      | 윤탁 구산문집 목판 (尹倬 龜山文集 冊板)                                               | 경남 합천군 가회면 신등가회로 671-48          | 윤두현         | 1982년 8월 2일 지정, 2018년 12월 20일 명칭변경                                    |      |
| 211호   |      | 함안향교 (咸安鄕校)                                                                   | 경남 함안군 함안면 봉성리 1319-2              | 향교재단       | 1983년 8월 6일 지정                                                               |      |
| 212호   |      | 창녕향교 (昌寧鄕校)                                                                   | 경남 창녕군 창녕읍 교리 442-1                 | 향교재단       | 1983년 8월 6일 지정                                                               |      |
| 213호   |      | 영산향교 (靈山鄕校)                                                                   | 경남 창녕군 영산면 교리 52                    | 향교재단       | 1983년 8월 6일 지정                                                               |      |
| 214호   |      | 밀양향교 (密陽鄕校)                                                                   | 경남 밀양시 교동                              | 향교재단       | 1983년 8월 6일 지정                                                               |      |
| 215호   |      | 기장향교 (機張鄕校)                                                                   | 경남 양산시 기장읍 교리                       | 향교전교       | 1983년 8월 12일 지정, 1995년 3월 1일 해제, 부산광역시 기념물 제39호로 재지정      |      |
| 216호   |      | 언양향교 (彦陽鄕校)                                                                   | 경남 울산시                                   | 향교전교       | 1983년 8월 12일 지정, 1997년 10월 9일 해제, 울산광역시 유형문화재 제8호로 재지정  |      |
| 217호   |      | 김해향교 (金海鄕校)                                                                   | 경남 김해시 가락로 150번길 21                 | 향교재단       | 1983년 8월 6일 지정                                                               |      |
| 218호   |      | 통영향교 (統營鄕校)                                                                   | 경남 통영시 광도면 죽림리 945-2               | 향교재단       | 1983년 8월 6일 지정                                                               |      |
| 219호   |      | 고성향교 (固城鄕校)                                                                   | 경남 고성군                                   | 고성향교       | 1983년 8월 12일 지정                                                              |      |
| 220호   |      | 사천향교 (泗川鄕校)                                                                   | 경남 사천시 사천읍 선인리                     | 향교재단       | 1983년 8월 12일 지정                                                              |      |
| 221호   |      | 곤양향교 (昆陽鄕校)                                                                   | 경남 사천시 곤양면 송전리                     | 향교재단       | 1983년 8월 12일 지정                                                              |      |
| 222호   |      | 남해향교 (南海鄕校)                                                                   | 경남 남해군 남해읍 북변리 586                 | 향교재단       | 1983년 8월 12일 지정                                                              |      |
| 223호   |      | 하동향교 (河東鄕校)                                                                   | 경남 하동군 하동읍 읍내리                     | 향교재단       | 1983년 8월 12일 지정                                                              |      |
| 224호   |      | 산청향교 (山淸鄕校)                                                                   | 경남 산청군 산청읍 중앙로59번길 20-5 (지리)   | 향교재단       | 1983년 8월 6일 지정                                                               |      |
| 225호   |      | 함양향교 (咸陽鄕校)                                                                   | 경남 함양군 함양읍 교산리 793                 | 향교재단       | 1983년 8월 12일 지정                                                              |      |
| 226호   |      | 안의향교 (安義鄕校)                                                                   | 경남 함양군 안의면 교북리 148-2               | 향교재단       | 1983년 8월 12일 지정                                                              |      |
| 227호   |      | 초계향교 (草溪鄕校)                                                                   | 경남 합천군 초계면 교촌3길 18-4               | 향교재단       | 1983년 8월 12일 지정                                                              |      |
| 228호   |      | 합천향교 (陜川鄕校)                                                                   | 경남 합천군 야로면 향교길 17-3                | 향교재단       | 1983년 8월 12일 지정                                                              |      |
| 229호   |      | 삼가향교 (三嘉鄕校)                                                                   | 경남 합천군 삼가면 소오2길 24-2               | 향교재단       | 1983년 8월 12일 지정                                                              |      |
| 230호   |      | 거창향교 (居昌鄕校)                                                                   | 경남 거창군                                   | 거창 향교재단  | 1983년 8월 6일 지정                                                               |      |
| 231호   |      | 창녕 객사 (昌寧 客舍)                                                                 | 경남 창녕군 창녕읍 교상리 28-22번지           | 창녕군         | 1983년 8월 12일 지정                                                              |      |
| 232호   |      | 하동 금남사 이색 초상 (河東 錦南祠 李穡 肖像)                                         | 경남 하동군 청암면 중이리                     | 금남사         | 1983년 8월 6일 지정, 2018년 12월 20일 명칭변경                                    |      |
| 233호   |      | 권도 동계문집 목판 (權濤 東溪文集 木板)                                               | 경남 산청군                                   | 권진혁         | 1983년 8월 12일 지정                                                              |      |
| 234호   |      | 합천 구음재 (陜川 龜陰齋)                                                             | 경남 합천군 가회면 신등가회로 671-48          | 윤두현         | 1983년 8월 12일 지정                                                              |      |
| 235호   |      | 합천 봉서정·도촌별묘 (陜川 鳳棲亭·陶村別廟)                                           | 경남 합천군 봉산명 압곡1길 44                 | 창녕조씨문중   | 1983년 8월 12일 지정                                                              |      |
| 236호   |      | 진주 고산암 석조비로자나불좌상 (晉州 高山庵 石造毘盧舍那佛坐像)                       | 경남 진주시 수곡면 곤수로514번길 107          | 한산사         | 1983년 8월 12일 지정, 2018년 12월 20일 명칭변경                                   |      |
| 237호   |      | 산청 도천서원 신안사재 (山淸 道川書院 新安思齋)                                       | 경남 산청군 신안면 문익점로 34-32 (신안리)    | 남평문씨문중   | 1983년 8월 24일 지정                                                              |      |
| 238호   |      | 김해은하사대웅전 (金海銀河寺大雄殿)                                                   | 경남 김해시 신어산길 167                      | 은하사         | 1983년 7월 20일 지정                                                              |      |
| 239호   |      | 언양현호적대장 (彦陽縣戶籍臺帳)                                                       | 경남 울산시 울주구 언양읍                     | 언양향교       | 1983년 12월 30일 지정, 1997년 10월 9일 해제, 울산광역시 유형문화재 제9호로 재지정 |      |
| 240호   |      | 이천경 일신당문집 및 필첩 목판 (李天慶 日新堂文集 및 筆帖 木板)                       | 경남 산청군                                   | 이한식         | 1983년 12월 20일 지정, 2018년 12월 20일 명칭변경                                  |      |
| 241호   |      | 하진 태계문집 목판 (河溍 台溪先生 木板)                                               | 경남 진주시 명석면 관덕길34번길 25            | 진양하씨문중   | 1985년 1월 14일 지정, 2018년 12월 20일 명칭변경                                   |      |
| 242호   |      | 주재성 국담문집 목판 (周宰成 菊潭文集 木板)                                           | 경남 함안군 칠원읍 무기리 966                 | 상주주씨문중   | 1985년 1월 14일 지정, 2018년 12월 20일 명칭변경                                   |      |
| 243호   |      | 밀양 월연정 (密陽 月淵亭)                                                             | 경남 밀양시 용평동 627-171                    | 여주이씨문중   | 1985년 1월 14일 지정                                                              |      |
| 244호   |      | 진해현 관아 및 객사유지 (鎭海縣 官衙 및 客舍遺止)                                     | 경남 창원시 마산합포구 진동면 진동리 474번지  | 창원시         | 1985년 11월 14일 지정                                                             |      |
| 245호   |      | (미상)                                                                                |                                               |                | 1985년 11월 14일 지정                                                             |      |
| 246호   |      | 이보흠 대전실기 목판 및 교지 (李甫欽 大田實記 木板 및 敎旨)                           | 경남 거창군                                   | 거창박물관     | 1985년 1월 14일 지정, 2018년 12월 20일 명칭변경                                   |      |
| 247호   |      | 양산 통도사 안양암 북극전 (梁山 通度寺 安養庵 北極殿)                                 | 경남 양산시 하북면 지산리                     | 통도사         | 1985년 11월 14일 지정                                                             |      |
| 248호   |      | 송정렴 존양재문집 목판 (宋挺濂 存養齋文集 木板)                                       | 경남 합천군 대병면 유전리 301                 | 송정변         | 1985년 11월 14일 지정, 2018년 12월 20일 명칭변경                                  |      |
| 249호   |      | 통영 용화사 보광전 (統營 龍華寺 普光殿)                                               | 경남 통영시 봉평동 404                        | 용화사         | 1985년 11월 14일 지정                                                             |      |
| 250호   |      | 양산 통도사 천왕문 (梁山 通度寺 天王門)                                               | 경남 양산시 통도사로 108 (하북면, 통도사)     | 통도사         | 1985년 11월 14일 지정                                                             |      |
| 251호   |      | 양산 통도사 관음전 (梁山 痛度寺 觀音殿)                                               | 경남 양산시 통도사로 108 (하북면, 통도사)     | 통도사         | 1985년 11월 14일 지정                                                             |      |
| 252호   |      | 양산 통도사 불이문 (梁山 通度寺 不二門)                                               | 경남 양산시 통도사로 108 (하북면, 통도사)     | 통도사         | 1985년 11월 14일 지정                                                             |      |
| 253호   |      | 해인사길상탑 (海印寺吉祥塔)                                                           | 경남 합천군 가야면 치인리 10                  | 해인사         | 1985년 11월 14일 지정, 1996년 5월 29일 해제, 보물 제1242호로 승격                 |      |
| 254호   |      | 합천 해인사 삼층석탑 (陜川 海印寺 三層石塔)                                           | 경남 합천군 가야면 치인리 10                  | 해인사         | 1985년 11월 14일 지정, 2018년 12월 20일 명칭변경                                  |      |
| 255호   |      | 합천 해인사 석등 (陜川 海印寺 石燈)                                                   | 경남 합천군 가야면 치인리 10                  | 해인사         | 1985년 11월 14일 지정, 2018년 12월 20일 명칭변경                                  |      |
| 256호   |      | 해인사대적광전 (海印寺大寂光殿)                                                       | 경남 합천군 가야면 치인리 10                  | 해인사         | 1985년 11월 14일 지정                                                             |      |
| 257호   |      | 차운혁 쌍청당실기 목판 (車云革 雙淸堂實記 木板)                                       | 경남 합천군 청덕면 성태리                     | 연안차씨문중   | 1985년 11월 14일 지정, 2018년 12월 20일 명칭변경                                  |      |
| 258호   |      | 함양 함화루 (咸陽 咸化樓)                                                             | 경남 함양군 함양읍 운림리 349-1               | 함양군         | 1986년 8월 6일 지정                                                               |      |
| 259호   |      | 화산세고 목판 (花山世稿 木板)                                                         | 경남 합천군 대병면 회양리                     | 안동권씨문중   | 1986년 8월 6일 지정, 2018년 12월 20일 명칭변경                                    |      |
| 260호   |      | 윤주하 교우문집 목판 (尹胄夏 膠宇文集 木板)                                           | 경남 거창군                                   | 윤영환         | 1987년 5월 19일 지정, 2018년 12월 20일 명칭변경                                   |      |
| 261호   |      | 진주 청곡사 괘불함 (晋州 靑谷寺 掛佛函)                                               | 경남 진주시 금산면 월아산로1440번길 138       | 청곡사         | 1988년 12월 23일 지정, 2018년 12월 20일 명칭변경                                  |      |
| 262호   |      | 창녕 금호재 (昌寧 琴湖齋)                                                             | 경남 창녕군 대합면 대동리 265                 | 이헌덕         | 1988년 12월 23일 지정                                                             |      |
| 263호   |      | 거창 고견사 석조여래입상 (居昌 古見寺 石造如來立像)                                   | 경남 거창군                                   | 고견사         | 1988년 12월 23일 지정, 2018년 12월 20일 명칭변경                                  |      |
| 264호   |      | 합천 추본사·명곡사 (陜川 追本祠·明谷祠)                                               | 경남 합천군 야로면 정대2길 11                 | 분성배씨문중   | 1988년 12월 23일 지정                                                             |      |
| 264-1호 |      | 합천 추본사 (陜川 追本祠)                                                             | 경남 합천군 야로면 정대2길 11                 | 분성배씨문중   | 1988년 12월 23일 지정                                                             |      |
| 264-2호 |      | 합천 명곡사 (陜川 明谷祠)                                                             | 경남 합천군 야로면 정대2길 11                 | 분성배씨문중   | 1988년 12월 23일 지정                                                             |      |
| 265호   |      | 창원 이승만 전대통령 별장 및 정자 (昌原 李承晩 前大統領 別莊 및 亭子)                 | 경남 창원시 진해구 현동 71번지                | 해군8237부대   | 1990년 1월 16일 지정                                                              |      |
| 266호   |      | 창녕 물계서원 목판 (昌寧 勿溪書院 木板)                                               | 경남 창녕군 대지면 모산리 504                 | 창녕성씨대종회 | 1990년 1월 16일 지정, 2018년 12월 20일 명칭변경                                   |      |
| 266-1호 |      | 성혼 우계문집 목판 (成渾 牛溪文集 木板)                                               | 경남 창녕군 대지면 모산리 504                 | 창녕성씨대종회 | 1990년 1월 16일 지정, 2018년 12월 20일 명칭변경                                   |      |
| 266-2호 |      | 두문동선생실기 목판 (杜門洞先生實記 木板)                                             | 경남 창녕군 대지면 모산리 504                 | 창녕성씨대종회 | 1990년 1월 16일 지정, 2018년 12월 20일 명칭변경                                   |      |
| 266-3호 |      | 창녕성씨 문행열전 목판 (昌寧成氏 文行列傳 木板)                                       | 경남 창녕군 대지면 모산리 504                 | 창녕성씨대종회 | 1990년 1월 16일 지정, 2018년 12월 20일 명칭변경                                   |      |
| 266-4호 |      | 성시중 효행록 목판 (成侍中 孝行錄 木板)                                               | 경남 창녕군 대지면 모산리 504                 | 창녕성씨대종회 | 1990년 1월 16일 지정, 2018년 12월 20일 명칭변경                                   |      |
| 266-5호 |      | 창녕성씨 만력보 목판 (昌寧成氏 萬歷譜 木板)                                           | 경남 창녕군 대지면 모산리 504                 | 창녕성씨대종회 | 1990년 1월 16일 지정, 2018년 12월 20일 명칭변경                                   |      |
| 266-6호 |      | 창녕성씨 기축보 목판 (昌寧成氏 己丑譜 木板)                                           | 경남 창녕군 대지면 모산리 504                 | 창녕성씨대종회 | 1990년 1월 16일 지정, 2018년 12월 20일 명칭변경                                   |      |
| 267호   |      | 가례부췌 목판 (家禮附贅 木板)                                                         | 경남 밀양시 초동면 금포리 167                 | 안재우         | 1990년 1월 16일 지정, 2018년 12월 20일 명칭변경                                   |      |
| 268호   |      | 밀양 표충사 고승진영 및 팔상도 (密陽 表忠寺 高僧眞影 및 八相圖)                       | 경남 밀양시 단장면 구천리 23                  | 표충사         | 1990년 1월 16일 지정, 2018년 12월 20일 명칭변경                                   |      |
| 269호   |      | 밀양 표충사 사명대사 관련 교지 (密陽 表忠寺 泗溟大師 關聯 敎旨)                       | 경남 밀양시 단장면 구천리 23                  | 표충사         | 1990년 1월 16일 지정, 2018년 12월 20일 명칭변경                                   |      |
| 270호   |      | 밀양 표충사 양국대장 사령 깃발 (密陽 表忠寺 兩國大將 司令 깃발)                       | 경남 밀양시 단장면 구천리 23                  | 표충사         | 1990년 1월 16일 지정, 2018년 12월 20일 명칭변경                                   |      |
| 271호   |      | 밀양 표충사 송운대사 분충서난록 목판 (密陽 表忠寺 松雲大師 奮忠胥難錄 木板)           | 경남 밀양시 단장면 구천리 23                  | 표충사         | 1990년 1월 16일 지정, 2018년 12월 20일 명칭변경                                   |      |
| 272호   |      | 밀양 표충사 제영록 목판 (密陽 表忠寺 題詠錄 木板)                                     | 경남 밀양시 단장면 구천리 23                  | 표충사         | 1990년 1월 16일 지정, 2018년 12월 20일 명칭변경                                   |      |
| 273호   |      | 밀양 표충사 사명집 목판 (密陽 表忠寺 四溟集 木板)                                     | 경남 밀양시 단장면 구천리 23                  | 표충사         | 1990년 1월 16일 지정, 2018년 12월 20일 명칭변경                                   |      |
| 274호   |      | 밀양 표충사 사명대사 일본상륙행렬도팔곡병 (密陽 表忠寺 四溟大師 日本上陸行列圖八曲屛) | 경남 밀양시 단장면 구천리 23                  | 표충사         | 1990년 1월 16일 지정, 2018년 12월 20일 명칭변경                                   |      |
| 275호   |      | 대동여지도 (大東輿地圖)                                                               | 경남 거창군                                   | 거창박물관     | 1990년 1월 16일 지정                                                              |      |
| 276호   |      | 양산 통도사 자장율사 진영 (梁山 通度寺 慈藏律師 眞影)                                 | 경남 양산시 하북면 지산리                     | 통도사         | 1990년 12월 20일 지정, 2018년 12월 20일 명칭변경                                  |      |
| 277호   |      | 양산 통도사 삼화상 진영 (梁山 通度寺 三和尙 眞影)                                     | 경남 양산시 하북면 지산리                     | 통도사         | 1990년 12월 20일 지정, 2018년 12월 20일 명칭변경                                  |      |
| 278호   |      | 양산 통도사 팔금강도 (梁山 通度寺 八金剛圖)                                           | 경남 양산시 하북면 지산리                     | 통도사         | 1990년 12월 20일 지정, 2018년 12월 20일 명칭변경                                  |      |
| 279호   |      | 양산 통도사 대광명전 신중탱 (梁山 通度寺 大光明殿 神衆幀)                             | 경남 양산시                                   | 통도사         | 1990년 12월 20일 지정, 2018년 12월 20일 명칭변경                                  |      |
| 280호   |      | 통도사영산전영산회상도 (通度寺靈山殿靈山會上圖)                                       | 경남 양산시 하북면 지산리 583 통도사          | 통도사         | 1990년 12월 20일 지정, 2002년 10월 19일 해제, 보물 제1353호로 승격                |      |
| 281호   |      | 양산 통도사 가경원년명 오계수호신장도 (梁山 通度寺 嘉慶元年銘 五戒守護神將圖)         | 경남 양산시                                   | 통도사         | 1990년 12월 20일 지정, 2018년 12월 20일 명칭변경                                  |      |
| 282호   |      | 안정사괘불 (安精寺掛佛)                                                               | 경남 통영시 광도면 안정리 1888                | 안정사         | 1990년 12월 20일 지정, 2011년 4월 28일 해제, 보물 제1692호로 승격                 |      |
| 283호   |      | 안정사범종 (安精寺梵鐘)                                                               | 경남 통영시 광도면 안정리 1888                | 안정사         | 1990년 12월 20일 지정, 2011년 4월 28일 해제, 보물 제1699호로 승격                 |      |
| 284호   |      | 통영 안정사 연 및 금송패 (統營 安靜寺 輦 및 禁松牌)                                   | 경남 통영시 광도면 안정리 1888                | 안정사         | 1990년 12월 20일 지정, 2018년 12월 20일 명칭변경                                  |      |
| 285호   |      | 의령 향약사창계 절목 (宜寧 鄕約社倉稧 節目)                                           | 경남 의령군                                   | 강원매         | 1991년 12월 23일 지정, 2018년 12월 20일 명칭변경                                  |      |
| 286호   |      | 하동 경충사 정기룡 유품 (河東 景忠祠 鄭起龍 遺品)                                     | 경남 하동군 금남면 중평리 821                 | 경충사관리회   | 1991년 12월 23일 지정, 2018년 12월 20일 명칭변경                                  |      |
| 287호   |      | 거창무릉리정씨고가 (居昌武陵里鄭氏古家)                                               | 경남 거창군                                   | 정성환         | 1992년 10월 21일 지정                                                             |      |
| 288호   |      | 삼천포매향암각 (三千浦埋香岩刻)                                                       | 경남 사천시 향촌동 산46-1                     | 사천시         | 1993년 1월 8일 지정                                                               |      |
| 289호   |      | 밀양 탁삼재 유물 (密陽 卓三齊 遺物)                                                   | 경남 밀양시 산내면 봉의리 554                 | 김녕김씨종중   | 1993년 1월 8일 지정, 2018년 12월 20일 명칭변경                                    |      |
| 290호   |      | 하동 금오산 마애여래좌상 (河東 金鰲山 磨崖如來坐像)                                   | 경남 하동군 금남면 중평리 산100-3             | 하동군         | 1993년 1월 8일 지정, 2018년 12월 20일 명칭변경                                    |      |
| 291호   |      | 합천외토리쌍비 (陜川外吐里雙碑)                                                       | 경남 합천군 삼가면 남명로 57                  | 영모제보존회   | 1993년 1월 8일 지정                                                               |      |
| 292호   |      | 기장척화비 (機張斥和碑)                                                               | 경남 양산시 기장읍 대변리 306-2               | 대변마을       | 1993년 12월 27일 지정, 1995년 3월 1일 해제, 부산광역시 기념물 제41호로 재지정     |      |
| 293호   |      | 밀양 표충사 유물 (密陽 表忠寺 遺物)                                                   | 경남 밀양시 단장면 구천리 23                  | 표충사         | 1993년 12월 27일 지정, 2018년 12월 20일 명칭변경                                  |      |
| 294호   |      | 산청척화비 (山淸斥和碑)                                                               | 경남 산청군 산청읍 꽃봉산로79번길 43 (산청리) | 산청초등학교   | 1993년 12월 27일 지정                                                             |      |
| 295호   |      | 거창 갈천서당 (居昌 葛川書堂)                                                         | 경남 거창군 북상면 갈계 1073                  | 임영익         | 1993년 12월 27일 지정                                                             |      |
| 296호   |      | 창녕 이장곤 묘 석상 (昌寧 李長坤 墓 石像)                                             | 경남 창녕군 대합면 대동리 산6                 | 이헌덕외2명    | 1994년 7월 4일 지정, 2018년 12월 20일 명칭변경                                    |      |
| 297호   |      | 밀양 혜산서원 (密陽 惠山書院)                                                         | 경남 밀양시 산외면 다죽리 607                 | 손태규         | 1994년 7월 4일 지정                                                               |      |
| 298호   |      | 손조서 격재문집 목판 (孫肇瑞 格齋文集 木板)                                           | 경남 밀양시 산외면 다죽리 607                 | 손태규         | 1994년 7월 4일 지정, 2018년 12월 20일 명칭변경                                    |      |
| 299호   |      | 고성옥천사소장품 (固城玉泉寺所藏品)                                                   | 경남 고성군                                   | 옥천사         | 1994년 7월 4일 지정                                                               |      |
| 300호   |      | 함양 노진 신도비 (咸陽 盧禛 神道碑)                                                   | 경남 함양군 지곡면 평촌리 산32                | 풍천노씨문중   | 1994년 7월 4일 지정, 2018년 12월 20일 명칭변경                                    |      |